# Veikko Keränen
Veikko Keränen, född 9 januari 1935 i Uleåborg, död 2 augusti 2004 i Täby, var en finlandsfödd svensk skulptör och medaljgravör.
Gift med arkitekten Ingegerd Harvard.
Veikko Keränen kom som krigsbarn från Finland till Sverige 1944. Han utbildade sig på Konsthögskolan i Stockholm 1962–1967. Han arbetade som medaljgravör och med abstrakta skulpturer i trä, sten och metall.
| ”               | [Veikko Keränen] är en klassisk modernist som känsligt kombinerar jazzig form och abstrakt rörelse. | „ |
| – Anders Engman | |   |

## Offentliga verk i urval
Det finns ett 30-tal offentliga verk av Veikko Keränen utplacerade i Sverige, bland andra:
- Utan titel (1972), brons, Bergtorpsskolan i Täby kommun
- Billie on my mind (1978), stål, Sätra i Stockholm och Karolinska Universitetssjukhuset Huddinge
- Pelare III (1980, stål, Björkhagens centrum
- Barock och Viggen (1980), aluminium respektive rostfritt stål S1 i Enköping
- Hybrid (1981), stål, Huvudsta, Solna
- Hybrid, Parkleken Kristallen, Sulvägen 22 i Solberga i Stockholm
- Hybrid (1998), Landstingsparken i Stockholm
- Arriba (1988), Luntmakargatan i Stockholm
- Barock (1985), rostfritt stål, Vattenfalls kontor i Västerås
- Balansakt, Sinnenas och Minnenas Park i Hällefors
- Vi två (1993), betong, Berzelii park i Stockholm
- Vi två (1995), rostfritt stål, entrén till Norrtälje sjukhus
- Barock (2003), brons, Sjödalstorget i Huddinge Centrum

## Fotogalleri

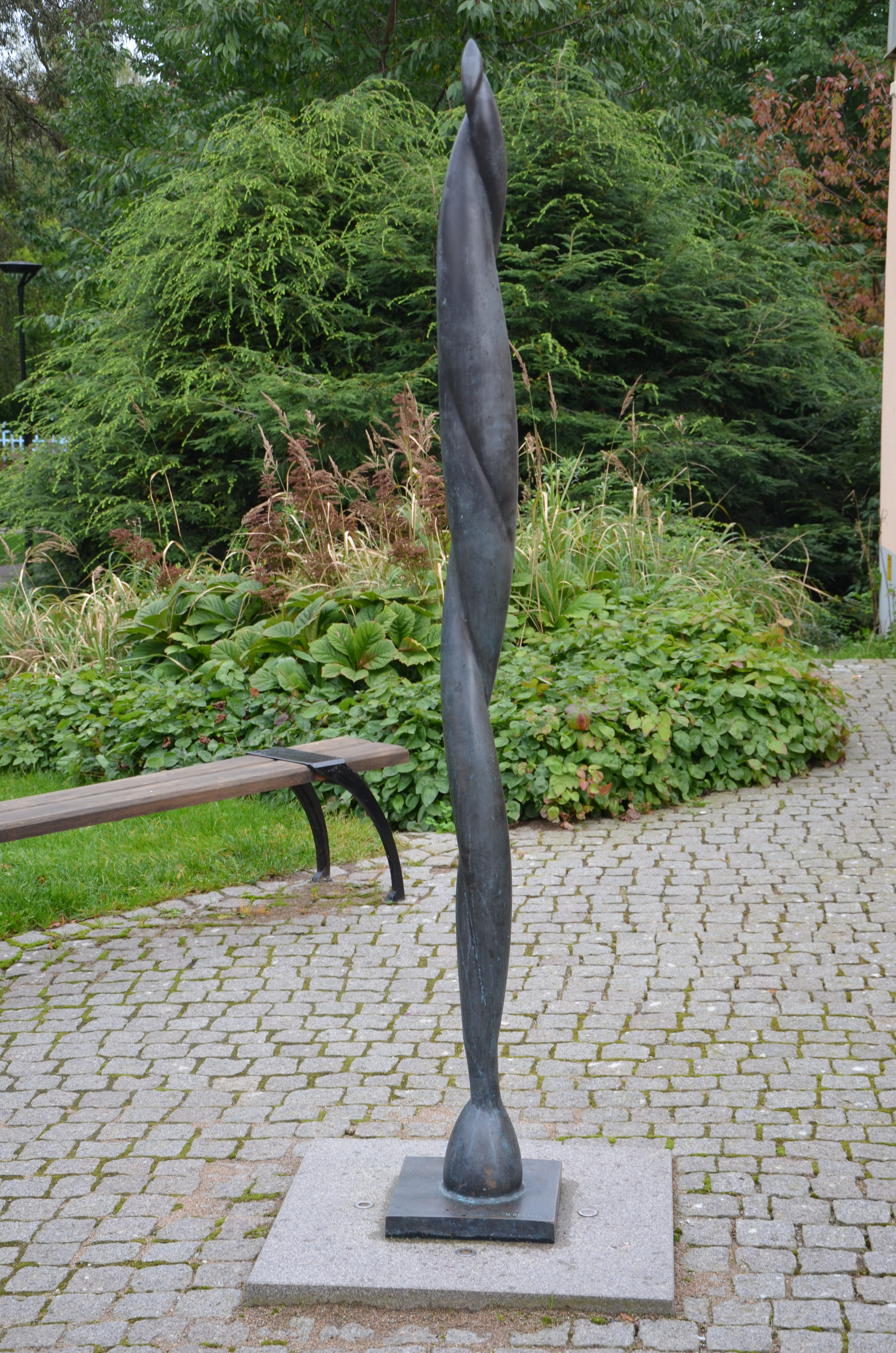
Barock i Huddinge centrum
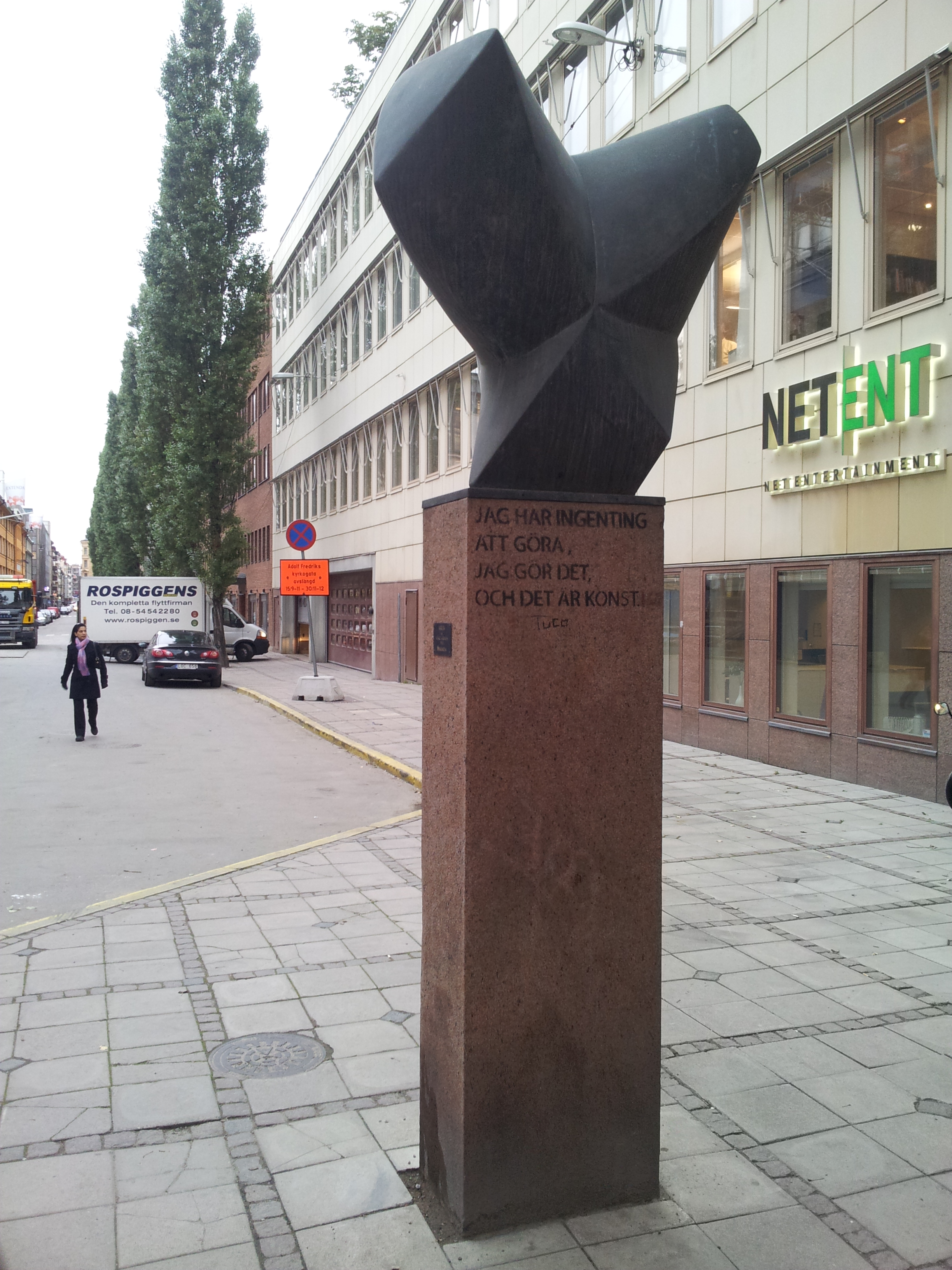
Arriba, Luntmakargatan i Stockholm
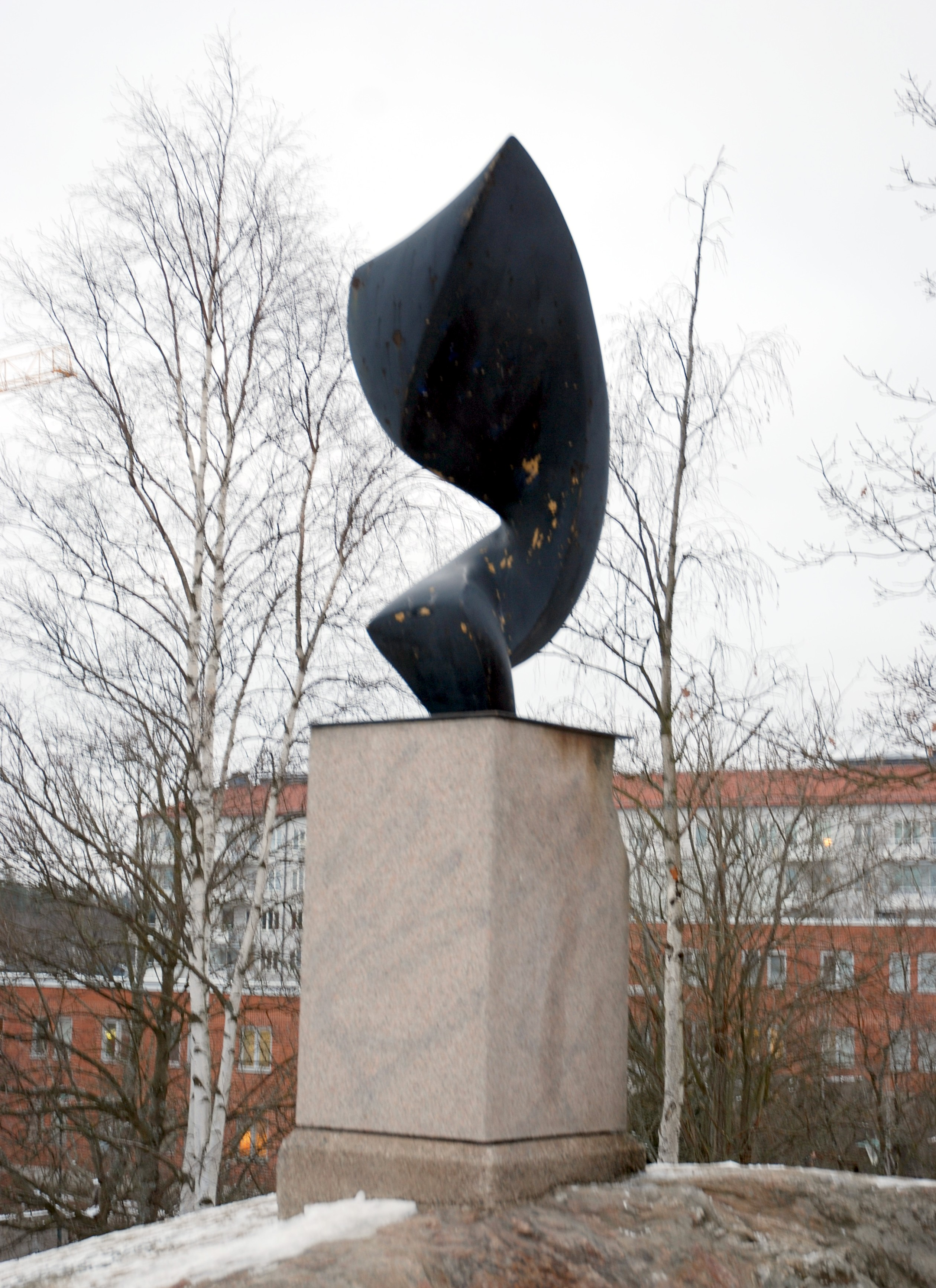
Billie on my mind (1978), stål, Sätra i Stockholm
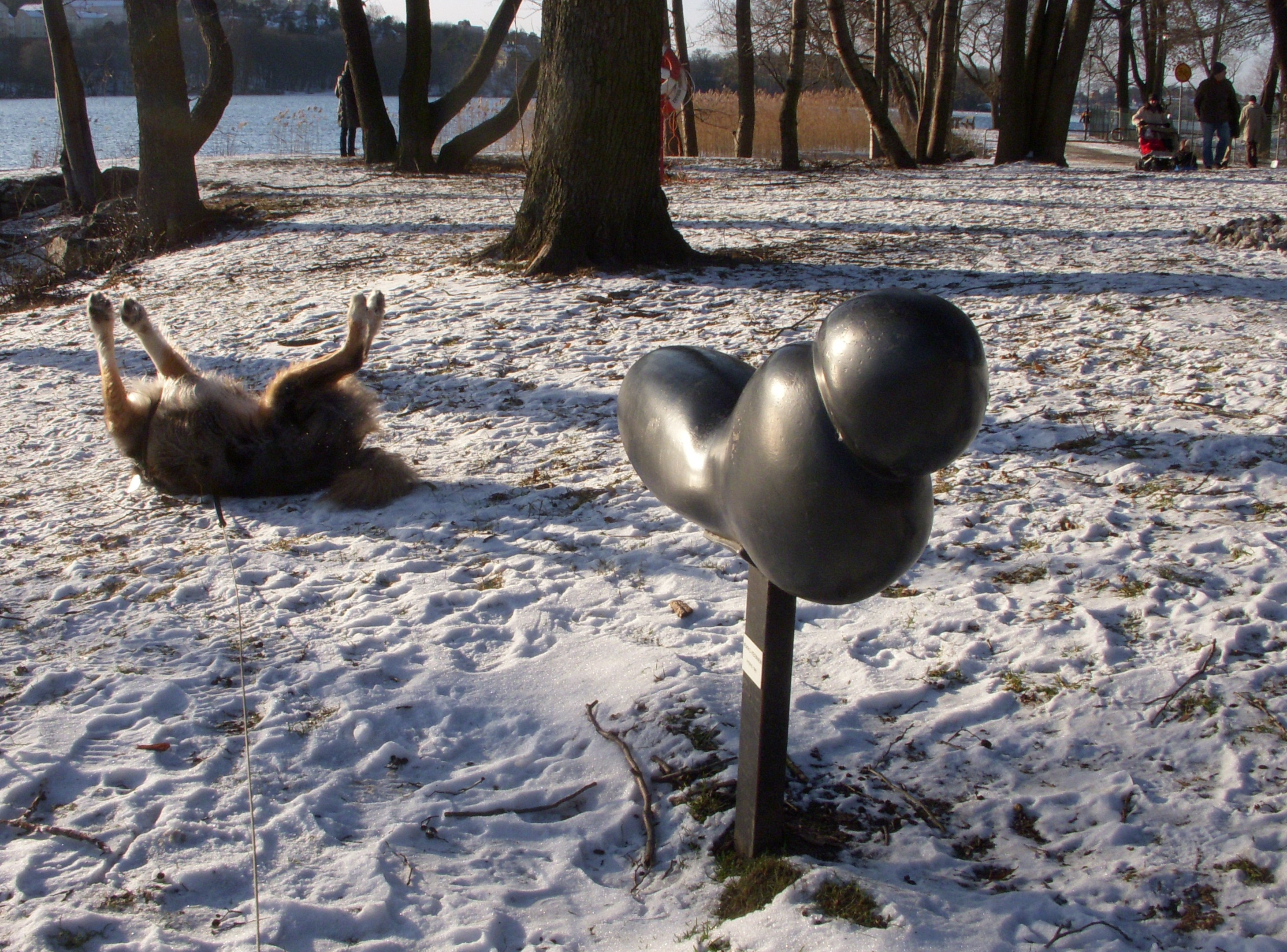
Hybrid (1981), stål, Huvudsta i Solna
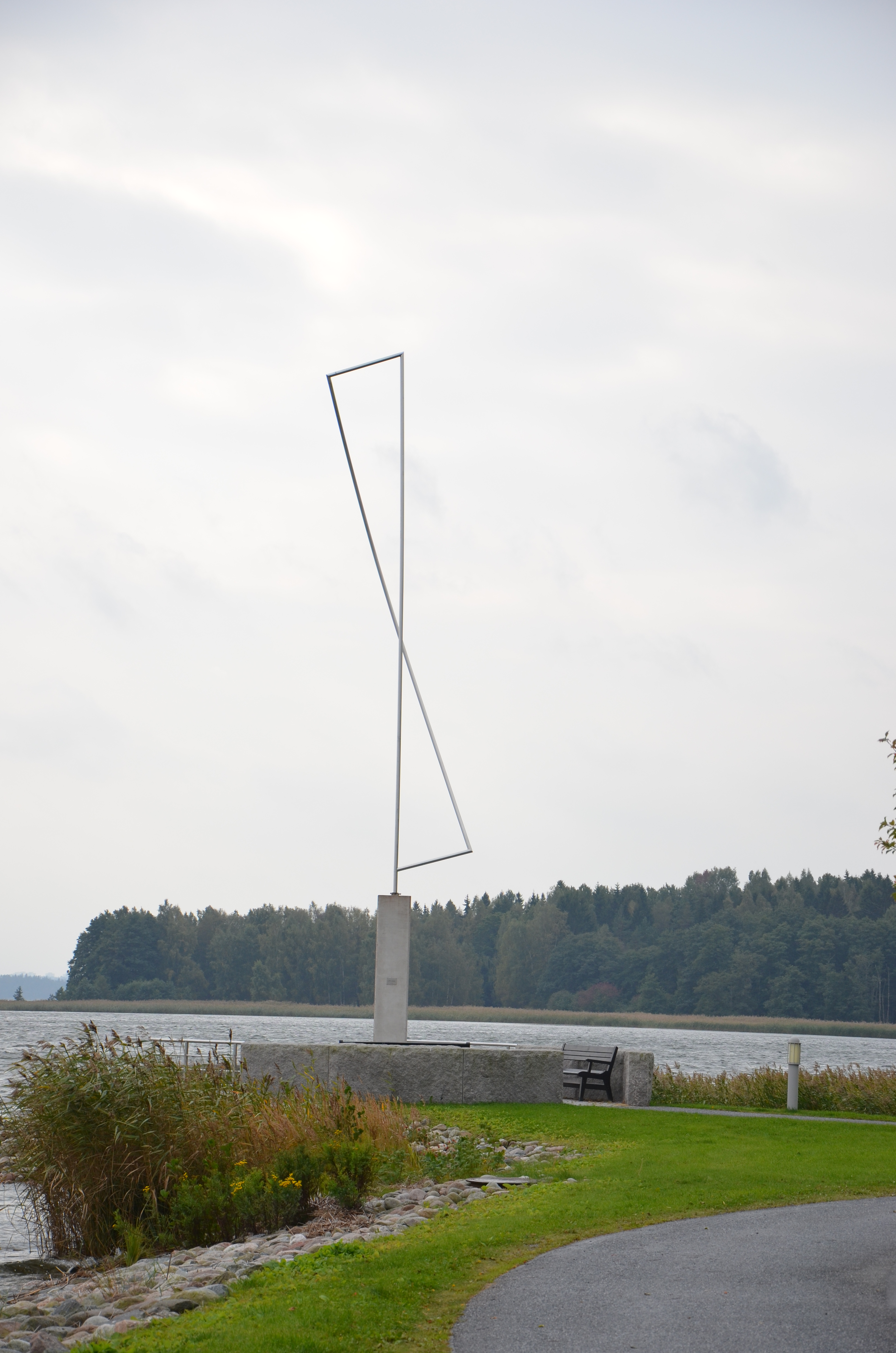
Upp i vind, Hägernäs, Täby kommun
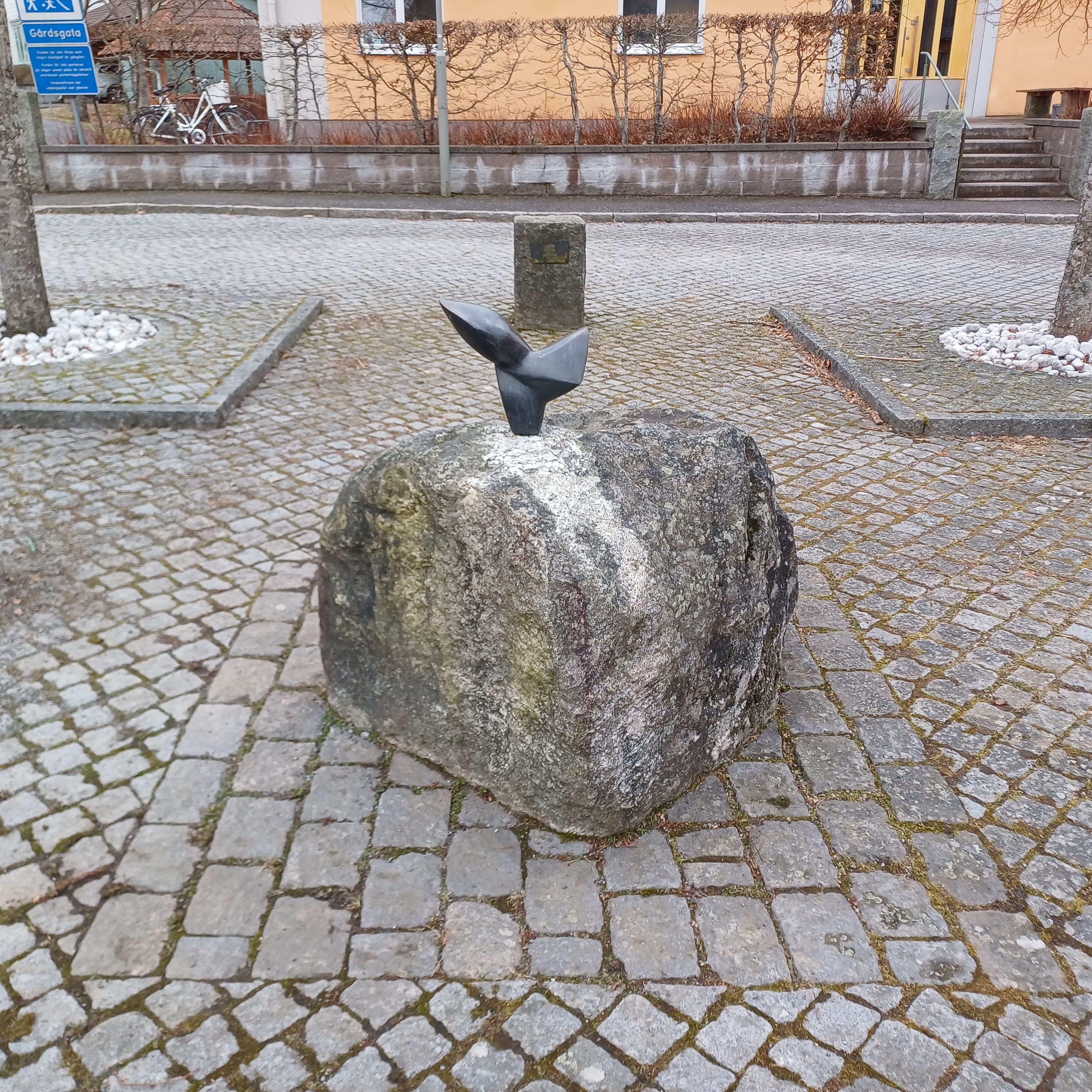
Skvader, rest 1999 vid Sedumbacken i Riksby i västra Stockholm